# Lutzomyia fairchildi
Lutzomyia fairchildi är en tvåvingeart som beskrevs av Barretto M. P. 1966. Lutzomyia fairchildi ingår i släktet Lutzomyia och familjen fjärilsmyggor. Inga underarter finns listade i Catalogue of Life.